# Костюков, Владимир Николаевич (конструктор)
Владимир Николаевич Костюков (1950—2017) — основатель, председатель Совета директоров, научный руководитель — Главный конструктор Научно-Производственного Центра «Диагностика, надежность машин и комплексная автоматизация» — НПЦ «Динамика», лауреат Премии Правительства Российской Федерации, доктор технических наук, профессор.

## Биография
Родился 6 апреля 1950 года в Вильнюсе.
Окончил Омский институт инженеров железнодорожного транспорта по специальности «Автоматика, телемеханика и связь на железнодорожном транспорте» (1972).
В 1984 г. в Челябинском политехническом институте защитил диссертацию на соискание ученой степени кандидата технических наук.
С 1989 г. по приглашению руководства работал в ПО «Омскнефтеоргсинтез», занимался решением проблем безаварийной эксплуатации насосно-компрессорного оборудования.
В июне 1991 года основал научно-производственный центр «Диагностика, надежность машин и комплексная автоматизация» — НПЦ «Динамика», в котором до последнего времени занимал должность генерального директора.
В 1998 году стал лауреатом премии Правительства РФ в области науки и техники за работу «Стационарные системы непрерывного мониторинга безопасной эксплуатации машинного оборудования потенциально опасных производств химической, нефтехимической и нефтегазоперерабатывающей промышленности» и широкое внедрение стационарных систем мониторинга и вибродиагностики «КОМПАКС» (в составе коллектива авторов).
В 2001 г. защитил в МГТУ им. Н. Баумана докторскую диссертацию на тему «Разработка элементов теории, технологии и оборудования систем мониторинга агрегатов нефтехимических комплексов».
Похоронен на Ново-Южном кладбище г. Омска

## Научные труды
Автор и соавтор более 300 публикаций и четырёх монографий, в числе которых учебное пособие «Основы виброакустической диагностики и мониторинга машин», более 100 изобретений, промышленных образцов и полезных моделей, в том числе программных продуктов и товарных знаков.